# Carl Kolbe (Chemiker)
Carl Wilhelm Eduard Kolbe (* 27. September 1855 in Marburg; † 8. September 1909 in Freiburg im Breisgau) war ein deutscher Chemiker und Industrieller.

## Leben und Wirken
Kolbe wurde 1855 als ältester Sohn des Chemieprofessors Hermann Kolbe in Marburg geboren. Er besuchte bis 1875 die humanistische Thomasschule zu Leipzig und studierte danach Chemie bei seinem Vater an der Universität Leipzig und bei Rudolph Fittig an der Universität Straßburg. 1882 wurde er in Straßburg zum Dr. phil. promovierte. Anschließend arbeitete er als technischer Chemiker in der Chemischen Fabrik Kalle & Co. in Biebrich.

Chemische Fabrik v. Heyden, 1898

1884 übernahm Carl Kolbe die Leitung der Salicylsäure-Fabrik Dr. F. v. Heyden in Radebeul bei Dresden, in der sein Vater durch die Einbringung seiner Kolbe-Synthese Teilhaber war. Die Aufgabe war mit einem Gehalt von 9000 Thalern verbunden, wie sein Vater in seinem letzten Brief am 24. November 1884 schrieb, dem Vortag seines Todes. Ein Jahr später, 1885, übernahm Carl Kolbe zusammen mit dem Kaufmann Carl Rentsch das Unternehmen. Die Fabrik betrieb weltweit erstmals Arzneimittelsynthese im industriellen Maßstab (Salicylsäure und Abkömmlinge wie Acetylsalicylsäure). Der bisherige Besitzer und Gründer, der Chemiker Friedrich von Heyden, blieb bis 1919 als Vorsitzender des Aufsichtsrats dem Unternehmen verbunden. Kolbe firmierte die Salicylsäure-Fabrik Dr. F. v. Heyden Nachfolger genannte Firma 1896 zur GmbH und 1899 zur Aktiengesellschaft um. Bis 1907 blieb er Generaldirektor der Chemischen Fabrik v. Heyden Aktiengesellschaft. 1907 wurde der Chemiker Richard Seifert Generaldirektor und Nachfolger Kolbes in der Chemischen Fabrik.

Villa Kolbe in Radebeul, 1897

Ab 1892 wohnte Kolbe in einer für ihn vom Berliner Architekten Otto March entworfenen und unter anderem von den Baumeistern Gebrüder Ziller errichteten Neorenaissance-Villa in der Zinzendorfstraße 16 in Radebeul. 1893 wird er als Eigentümer der Mühle in Seifersdorf genannt. Zwischen 1891 und 1902 war er Gemeinderatsmitglied. Er förderte die Wohlfahrt, unter anderem durch die 1899 mit 25.000 Mark erfolgte Einrichtung der v. Heyden-Stiftung. 
Kolbe war Inhaber des Titels Hofrat. Seit 1935 trägt eine Straße in Radebeul seinen Namen. Kolbes Ehefrau Emilie wird seit 1899 durch eine Dresdner Straße an der Stadtgrenze zwischen Kaditz und Radebeul geehrt (Emilienstraße).
Seine Tochter Johanna war mit dem Chemiker Ernst von Meyer verheiratet.
Carl Kolbes Urne wurde im Kolbeschen Erbbegräbnis in der VII. Abteilung des Neuen Johannisfriedhofs beigesetzt.

## Schriften (Auswahl)
- Ueber die Bromadditionsprodukte der Crotonsäuren und der Methacrylsäure. In: Journal für Praktische Chemie 25 (1882), 369–398. doi:10.1002/prac.18820250140 (= zugleich Dissertation, Universität Straßburg 1882)